# Negatiu en color
Un negatiu o clixé en color és, en termes de fotografia, una pel·lícula fotogràfica que permet la captura d'imatges en color a través d'una càmera analògica per seguidament ser revelades o positivades en paper o en diapositiva.
Les pel·lícules en color estan formades per tres capes de diferents emulsions en blanc i negre que sensibilitzen amb les diferents longituds d'ona de llum, més enn concret amb els colors blau, verd i vermell respectivament. Produeixen una imatge a través de tonalitats negatives i colors complementaris (groc, cian i magenta). Això siginifica que cada capa d'emulsió conté un copulador cromogen químic- un colorant groc en la capa sensible al color blau, magenta en la capa sensible al verd, i cian a la capa sensible al vermell. Així doncs, en els negatius en color s'obté una imatge en els colors complementaris dels originals.

Espectre de colors

La majoria de negatius en colors han estat pensats per ser utilitzatsamb llum diürna o flash, és a dir, en espais amb gran lluminositat.

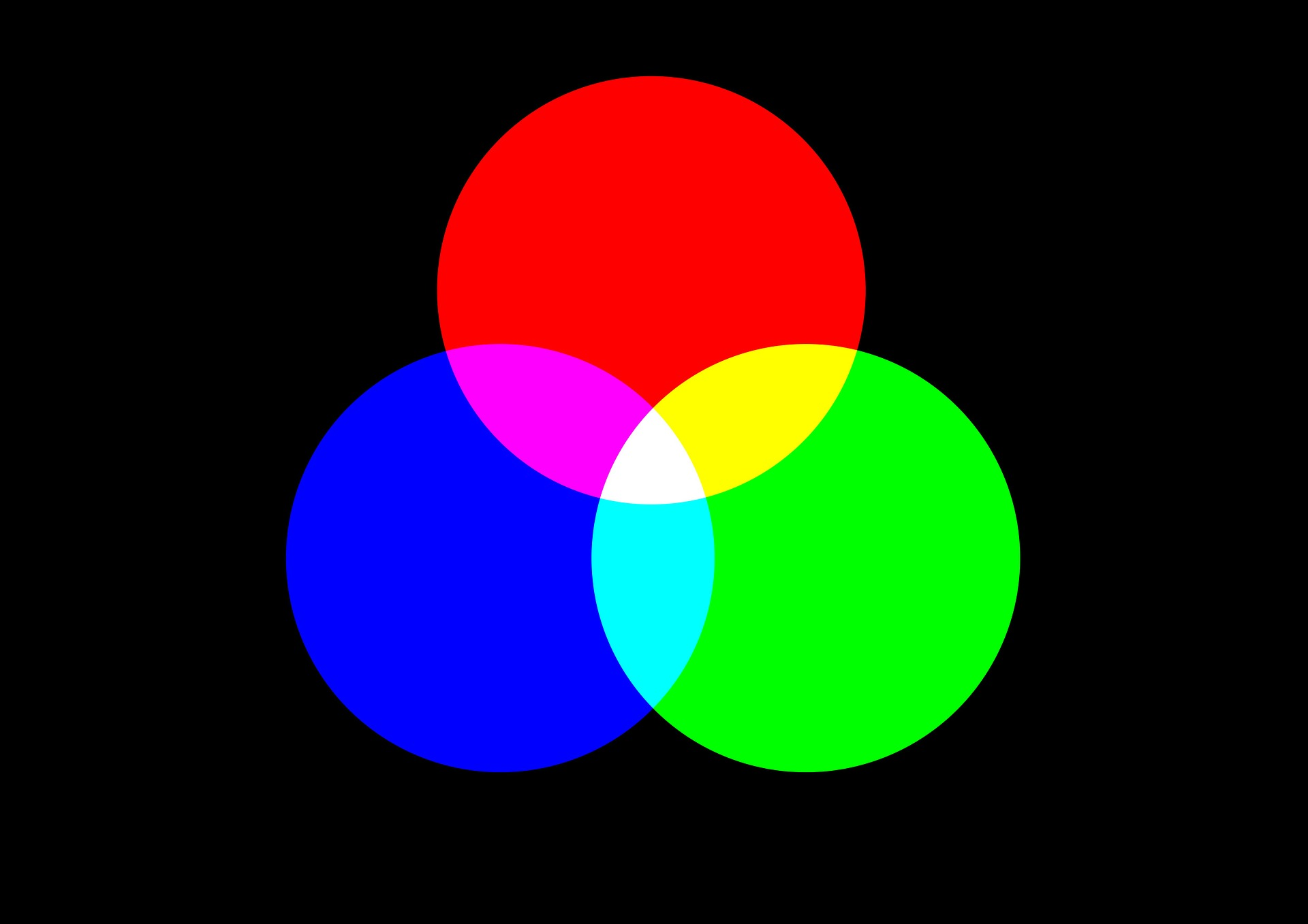
Colors primaris (blau, verd, vermell) amb els seus colors complementaris (groc, cian, magenta)

Durant el procés de revelat, els copuladors actuen transformant-se en el color del colorant solament allí on els halurs de plata de la fotografia es veuen afectats per la llum. D'aquesta manera, s'aconsegueix que, gràcies al líquid revelador, els halurs es revelin de la plata negra. Al final del procés, s'extrau la capa de plata i s'obté una imatge en colors complementaris. El que consistia en una capa sensible al color blau ara conté una imatge les zones blaves de la qual s'han transformat en una imatge de color groc. El mateix succeeix amb les capes sensibles als colors verd i vermell. La capa sensible al color verd registrarà imatges en color magenta i la capa sensible al vermell, en color cian. Cadascuna es relaciona amb el seu color complementari oposat o negatiu. Els colors blanc i negre queden registrats en les tres capes. Així doncs, en superposar les tres capes de colors ens sorgirà la imatge negativa normal en color.